# Folk metal
O folk metal é um estilo em que se mescla vários subgêneros do heavy metal (seja o próprio heavy metal, thrash metal, ou ainda os mais explorados, black metal, death metal, doom metal, power metal, entre outros), com elementos de música folclórica (celta, eslava, germânica, ibérica, judaica, viking, etc.).

## História

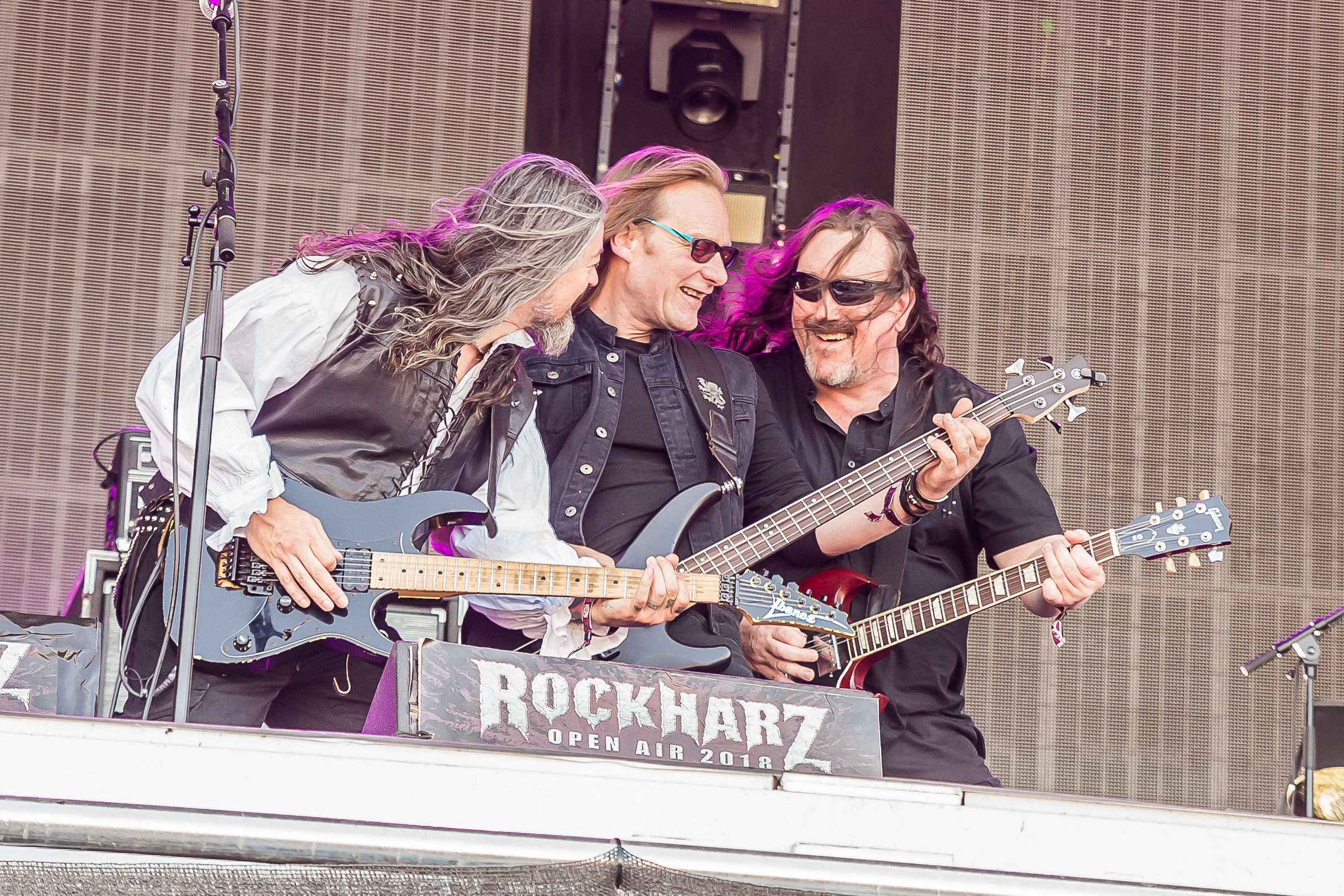
Skyclad, uma das bandas pioneiras do folk metal

O surgimento do folk metal está associado à banda britânica Skyclad; contudo, inúmeras bandas, como Eluveitie, Cruachan, Korpiklaani, Skiltron, Finntroll, entre outras, fizeram parte do cenário protagonista do estilo. O gênero é bastante popular em países como Alemanha, Finlândia, Irlanda e Noruega[carece de fontes?], no caso desses dois últimos, recebendo bastante influência do black metal.

## Características do estilo
Estes são alguns dos principais elementos para uma banda ser considerada como folk metal:
- A presença de instrumentos musicais folclóricos (gaita-de-fole, violino, flauta, harpa, etc.), ou apenas a sonoridade destes, feita por um teclado ou sintetizador;
- Ritmos e melodias feitos com os instrumentos musicais usuais do heavy metal, cuja sonoridade remete à música folclórica;
- Linhas vocais típicas da música folclórica;
- Letras com temas folclóricos ou mitológicos.

NOTA: Bandas que usam temas folclóricos em suas letras mas não possuem esta influência em suas melodias geralmente não são consideradas como bandas de folk metal.

## Precursores

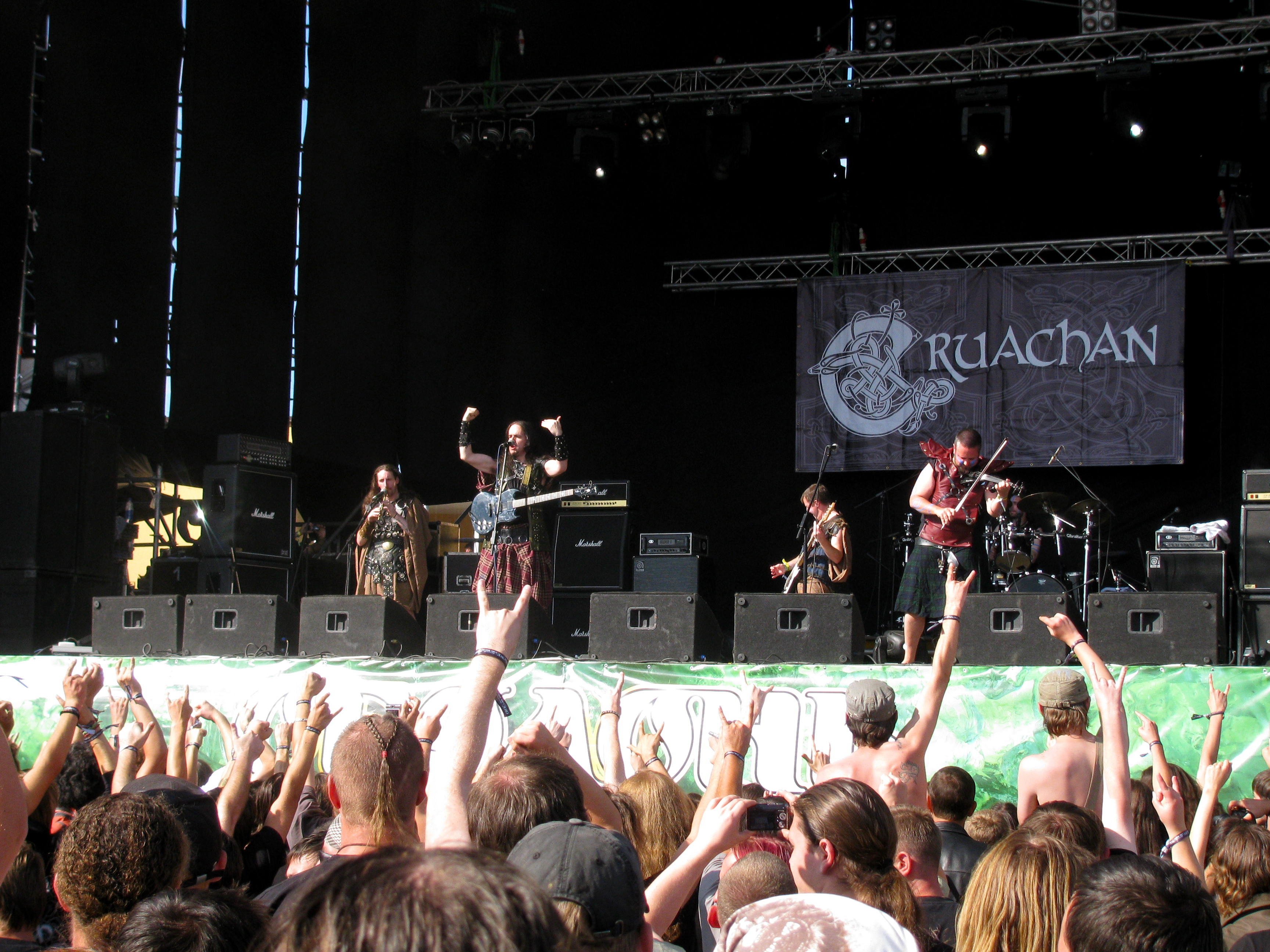
Cruachan no East Rock Festival, em 2010

- Bathory: De origem sueca, foi uma das grandes precursoras do Black Metal, e posteriormente do Viking Metal, com o álbum Hammerheart, com as suas músicas remetendo aos povos nórdicos pré-cristãos, bem como a Mitologia Nórdica, como nas músicas Valhalla, One Rode to Asa Bay, Song To Hall Up High, entre outras. A banda também influenciou e ainda influencia muitas outras bandas de Folk/Pagan/Viking Metal, sendo o álbum Hammerheart considerado um dos pilares do gênero.
- Skyclad: Considerada por muitos como a primeira banda do gênero, misturando o Thrash Metal com a Música Celta, fazendo uma sonoridade rápida e pesada com os vocais inspirados no Irish Folk, bem como com o instrumental com guitarras e violinos contracenando.[3][4]
- Amorphis:[5]
- Mägo de Oz:[6][6][7]
- Orphaned Land: Banda que mescla música típica do Oriente Médio com o Heavy Metal.[8][9]
- Moonspell:[10][11]
- Cruachan:[12] Aborda temas como o paganismo e a natureza em suas músicas, enquanto exploram um Heavy/Folk Metal que alterna vocais masculinos e femininos.
- Primordial:[13]
- Empyrium:[14]
- Falkenbach:[15]
- Silent Stream of Godless Elegy:[16]
- Windir:[17]
- Månegarm:[18]
- Thyrfing:[19]
- Finntroll:[20][21][22]

NOTA 1: As bandas estão dispostas de acordo com o ano do lançamento do primeiro álbum de estúdio; ou seja, a de cima, o Bathory, é a mais precursora entre as demais bandas.
NOTA 2: As bandas dispostas acima são da década de 1980 e 1990, décadas essas onde encontramos os primeiros registros de álbuns estúdio do Folk Metal.

## Brasil
Além dos tradicionais subgêneros do Folk Metal, algumas publicações já falam no surgimento do chamado Brazilian Folk Metal, que seria uma versão tupiniquim do Folk Metal. Em tal subgênero se observa, em meio aos instrumentos usuais ao Heavy Metal, o uso eventual de instrumentos como agogô, timba, cuíca, pandeiro, viola, craviola, flauta indígena, entre outros. As bandas procuram, assim, criar uma ponte que os aproximem não apenas do samba, mas também do baião, do choro, da MPB e da musicalidade indígena. As principais bandas deste incipiente estilo seriam o Angra, particularmente em seu álbum Holy Land, com a mistura de várias vertentes da música brasileira ao Progressive Power Metal, assim como a banda Sepultura, em seu álbum Roots, onde mistura a música africana e indígena brasileira com o seu Groove Metal. Em 1994, o grupo Raimundos lançou um álbum batizado apenas como Raimundos, trabalho este que trazia uma inovadora mistura de Heavy Metal com Hardcore e músicas com sonoridade tipicamente nordestina. Também a banda Braia e o guitarrista Rafael Bittencourt, no álbum de estreia de seu projeto solo (chamado Bittencourt Project), abordam temas e sonoridade habitualmente explorados pela música brasileira.
A banda Arandu Arakuaa, por sua vez, mistura ao seu Heavy Metal (em suas vertentes mais extremas), a música folclórica brasileira, em especial abordando temas indígenas, sendo suas letras inspiradas em lendas e ritos indígenas, buscando, desta maneira, contribuir para a divulgação e valorização das manifestações culturais dos povos nativos do Brasil. Inclusive, invariavelmente, a banda Arandu Arakuaa executa suas músicas em linguagem típica dos indígenas do brasileiros, além de incluir, em sua sonoridade, instrumentos habitualmente utilizados por povos indígenas do Brasil. Outra banda que, comumente, aborda temas ligados ao folclore brasileiro é o grupo Glory Opera, do Amazonas. Embora esta banda não seja um grupo de Folk Metal, no que diz respeito à sua sonoridade, as letras de algumas de suas músicas falam de temas ligados ao folclore de sua região de origem.
Em 2004, em seu álbum Joe´s Rhapsody, a banda de power metal Destra lançou a música "Good Bye Blue Sky", faixa que explora a sonoridade típica da música nordestina. A banda Charme Chulo, de Curitiba, por sua vez, mistura elementos de música sertaneja ao rock, tendo suas letras todas em língua portuguesa, abordando temas ligados ao cotidiano da vida na zona rural. Em 2014, Bruno Sutter (vulgo Detonator, ex-Massacration) lança o álbum Metal Folclore, que, em tom humorado, fala sobre várias lendas do folclore brasileiro, porém sem a influência brasileira na melodia das músicas. A banda Kernunna também produz um tipo de Rock Pesado (que não chega a ser exatamente o metal) com temáticas folclóricas; sua música "Curupira's Maze" é onde se pode perceber, já no próprio nome, essa influência.
A banda brasileira Miasthenia, do Distrito Federal, por sua vez, banda esta que tem uma professora da Universidade de Brasilia entre seus integrantes, executa um black metal que, embora não faça a utilização de instrumentos usuais à musicalidade ou folclore brasileiros, tem músicas com letras em língua portuguesa, o que é uma forma de valorizar um aspecto específico de seu país de origem. As letras desta banda, habitualmente, abordam temas ligados à cultura do continente americano na era pré-colombiana. A banda Armahda, de São Paulo, é um grupo de Power Metal que possui algumas de suas músicas cantadas em português (como se observa, por exemplo, nas músicas "Paiol" e "Canudos"), além de incluir em algumas de suas composições a sonoridade tipicamente explorada em algumas regiões do Brasil.

### Precursores
- Tuatha de Danann: pioneira no Brasil, com a mistura de Heavy Metal com a música folclórica celta, com fortes marcas de som rápido e pesado, vocais guturais e, às vezes vocais femininos, havendo ainda a adição de flautas.
- Tierramystica,: faz uma mescla de instrumentos musicais andinos com o Power Metal.
- Kernunna: banda de Heavy/Folk Rock.
- Tray of Gift: banda remanescente dos ex-membros do Tuatha de Danann.

### Novos nomes
- Arandu Arakuaa: banda de folk metal que se dedica ao folclore brasileiro e prioriza a cultura indígena nacional. Também é a precursora do Akwen-garde Metal e do Yamandoom Metal.
- Cangaço: banda que mistura o death metal com a Música Nordestina.
- Galwem: banda que mistura elementos do folk rock e Rock Rural Brasileiro cantados em português.
- ACLLA: embora se defina como sendo uma banda de Power Metal, o ACLLA possui letras que enfatizam a cultura brasileira. Por vezes, mesclam sonoridade tipicamente brasileira (cateretê e baião) ao Heavy Metal.

## Portugal
Dentre as bandas provenientes de Portugal, merece destaque o grupo Hyubris, que se dedica a uma mistura de Folk Metal com Gothic Metal, tipicamente  executando suas composições com vocal operístico feminino.

## Variações regionais
- Celtic: Metal mesclado com música folclórica celta.

Algumas bandas: Skyclad, Cruachan, Tuatha de Danann, Anabioz, Blackmore's Night, Renaissance, Waylander, Hyubris, Olam Ein Solf, Mago de Oz, Eluveitie, Skiltron, Triddana, Carved in Stone.
- Viking: Metal mesclado com música folclórica viquingue.

Algumas bandas: Moonsorrow, Týr, Heidevolk, Nomans Land, Manegarm, Otyg, Vintersorg, Ensiferum, Enslaved, Elexorien, Fejd, Manegarm.
- Medieval/Mittelalter: Metal influenciado pela música da idade média, com suas letras geralmente tratando de assuntos históricos, cantatas e ainda sobre a cultura cristã.

Algumas bandas: In Extremo, Subway to Sally (fase atual), Holy Blood, Schandmaul, Carved in Stone.
- Pré-Hispânico: Metal mesclado com a música folclórica dos povos andinos, usando instrumentos típicos da cultura andina, em especial, a mitologia inca.

Algumas bandas:   Toccata Magna, Tierramystica, Chaska, Tenochtitlan.
- Oriente Médio/Oriental: Metal mesclado com a música folclórica do oriente médio e norte-africano (culturas árabes, judaicas e persas), bem como oriental (culturas da Ásia Central e Sudeste Asiático).

Algumas bandas: Orphaned Land, Rudra, The Firstborn, Ulytau, Myrath.